# Спасский монастырь (Якутск)
Яку́тский Спа́сский монасты́рь — мужской монастырь Якутской епархии Русской православной церкви.
Первый монастырь на Северо-Востоке России.  В начале XX века на территории монастыря были расположены три храма, колокольня и каменные монашеские кельи. В советское время был упразднён и разрушен. Вновь открыт в 2012 году и в настоящее время восстанавливается.

## История

### XVII—XVIII века
Монастырь был основан при Якутском остроге в 1640 году прибывшим из Вологды игуменом Нафанаилом, на пожертвования царя Михаила Фёдоровича. Первая монастырская церковь была освящена во имя преподобного Михаила Малеина.
Из-за частых переносов острога положение обители было непостоянным. Известно, что в 1663 году служилые люди Якутского острога «изволили быть в Якуцком остроге монастырю во имя Спаса» и избрали Ивана Афанасьевича Овчинникова в чёрные священники и строители монастыря. В 1663—1665 годах монастырь получил пожертвование от царя Алексея Михайловича, на которое была построена Спасская церковь.
Немногочисленная братия Спасского монастыря, кроме совершения служб и треб, занималась распространением азов православной веры и грамотности среди местного населения.
В 1735 году, по указанию епископа Иркутского Иннокентия (Неруновича), настоятелем Спасского монастыря архимандритом Нафанаилом была организована при монастыре первая в Якутии низшая школа для обучения грамотности местных детей, однако в 1747 году школа закрылась.
В 1764 году в ходе секуляризационной реформы, проводимой Екатериной II, монастырь был исключён из штата синодального ведомства и содержался только на пожертвования. В 1766—1769 годы пришлось ликвидировать монастырское хозяйство и продать рогатый скот.

### XIX век
В 1800 году, на основании указа императора Павла I «об учреждении школы в г. Якутске для обучения христианскому закону якутского юношества», при Спасском монастыре возникла школа, которая в 1818 году была преобразована в Якутское духовное училище для подготовки местных церковных кадров.
С XIX года монастырю вновь определили государственное содержание и дали земли; его отнесли сначала к 3-му классу, затем — ко 2-му. Началось строительство каменной трёхпрестольной Спасской церкви. В 1820 году в монастырскую ограду с территории городского рынка перенесли старую Николаевскую церковь, обшитую тёсом, иконостас и стеновые изображения которой выполнены живописцем из Иркутска Антоном Мурзиным.
В 1853—1860 годах при монастыре имел пребывание первый архиерей с резиденцией в Якутске — святитель Иннокентий (Вениаминов), который одновременно служил здесь настоятелем. При нём в монастыре развернулось большое строительство: в частности, в 1859 году был построен архиерейский дом в котором устроена крестовая церковь. В 1866 году был освящён новый каменный храм в честь Нерукотворного образа Спасителя. При этом во второй половине XIX века месторасположение монастыря было пустынной окраиной города, обитель располагалась на обширном участке.
В 1870 году в связи с образованием самостоятельной Якутской епархии Якутский Спасский монастырь передан в подчинение епархиальному архиерею, настоятелю монастыря присвоены звание наместника и сан игумена, с правом посвящения в сан архимандрита, в связи с чем возрос статус обители.
В 1884 году при монастыре были открыты миссионерское училище и духовная семинария, а в 1888 году — женское епархиальное училище.

### XX век
В апреле 1904 монастырь объединён в одно учреждение с архиерейским домом: Якутский архиерейский дом и соединённый с ним Спасский монастырь. В начале XX века в монастыре насчитывалось 4 насельника, монастырю принадлежали 8 020 десятин (в том числе находящихся под водой — затопленных). Почти все свои владения монастырь сдавал в арендное содержание.
В марте 1919 года Якутский ревком закрыл все духовные учреждения. В 1920 году по приказу командующего белогвардейским гарнизоном Якутска капитана Владимира Каменского у обители отобрали «весь живой и мёртвый инвентарь», а также семенной хлеб и запасы продуктов, оставив монахам ровно столько, сколько хватало на то, чтобы не умереть с голоду. После восстановления советской власти в декабре 1920 года монахи обращались в Якутский ревком с просьбой об оказании им помощи, чтобы весной 1921 года суметь начать хотя бы сев хлеба, но в помощи им отказали.
К 1921 году монастырь уже перестал существовать как хозяйствующий субъект, а последние монахи разбрелись. Специальная комиссия, отправленная ревкомом, обнаружила на монастырской территории лишь единственную ценность — «30 бочек портлендского цемента». Монастырь практически без всякого сопротивления национализировали, а его здания были переданы Краеведческому музею.
Большинство построек, будучи деревянными, оказались зачастую разрушены пожарами. Каменный Вознесенский собор и келейный корпус монастыря были разобраны. В 1923—1974 годы в одном из зданий на территории бывшего Якутского Спасского монастыря размещался Центральный государственный архив Якутской АССР, затем это здание снесли. Сохранились лишь бывшие архиерейские покои, со временем ставшие главным зданием Якутского государственного музея истории и культуры народов Севера им. Е. Ярославского.

### Возрождение
В августе 2011 года новый епископ Якутский и Ленский Роман (Лукин) заявил о намерении восстановить монастырь и 19 августа того же года на историческом месте был заложен Спасский храм; капсулу в основание заложил епископ Гатчинский Амвросий в сослужении епископа Якутского и Ленского Романа, архиепископа Курского и Рыльского Германа и Пятигорского и Черкесского Феофилакта.
На территорию восстанавливаемого монастыря доставлен тесный храм-вагон, вокруг которого собралась община верующих. Перед обителью была поставлена задача снова стать миссионерским центром огромного края.
Были приобретены строительные материалы, а 19 апреля 2012 года была забита и освящена его первая свая. После завершения строительства храма предполагается приступить к восстановлению братского корпуса.
Церкви была возвращена лишь малая часть былой территории монастыря, другая территория (включая бывший архиерейский дом и монастырское кладбище) занята Якутским государственным музеем истории и культуры народов Севера.
2 октября 2013 года решением Священного Синода Русской православной церкви монастырь был учреждён официально с назначением иеромонаха Никона (Бачманова) на должность игумена (наместника).
6 октября 2013 года епископом Якутским и Ленским Романом (Лукиным) иеромонах Никон (Бачманов) был возведён в сан игумена, в связи с определением Священного Синода Русской Православной Церкви (журнал № 123 от 2 октября 2013 г.)
27 мая 2022 года решением Священного Синода Русской Православной Церкви, в связи с прошениями Преосвященного архиепископа Якутского и Ленского Романа, иеромонах Иоанн (Калугин) назначен на должность игумена Спасского мужского монастыря города Якутска. 

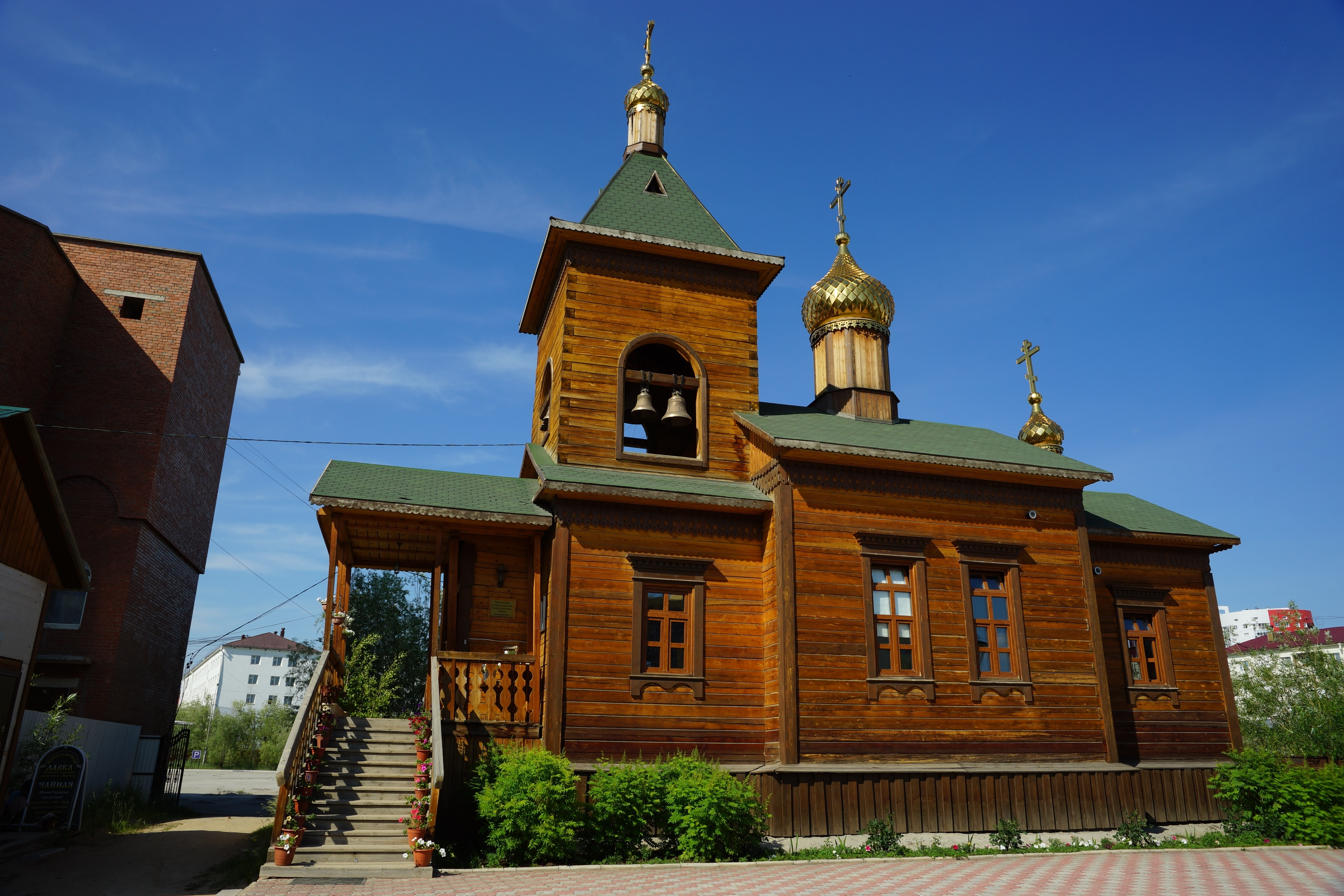
Церковь Спаса Нерукотворного Образа
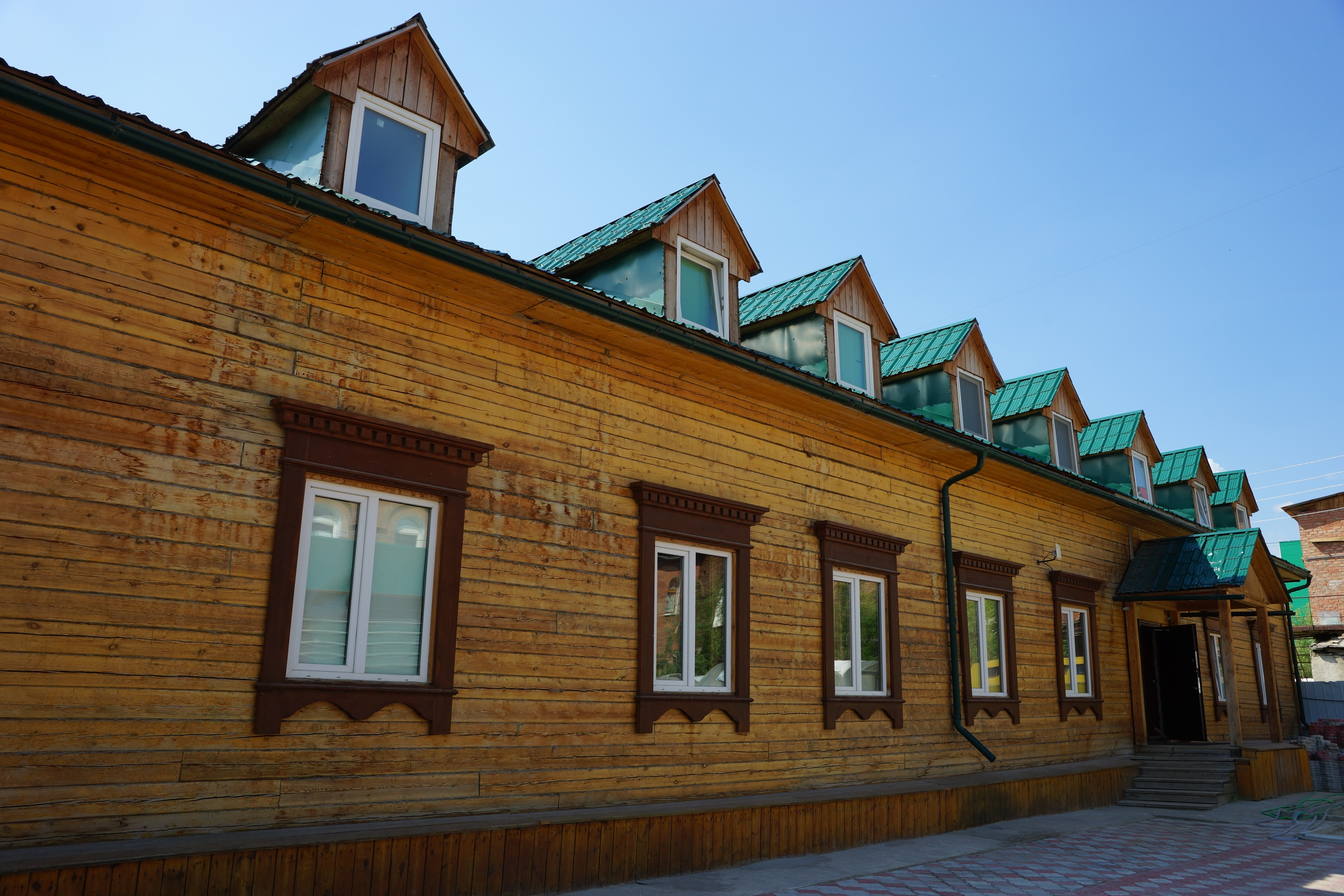
Братский корпус
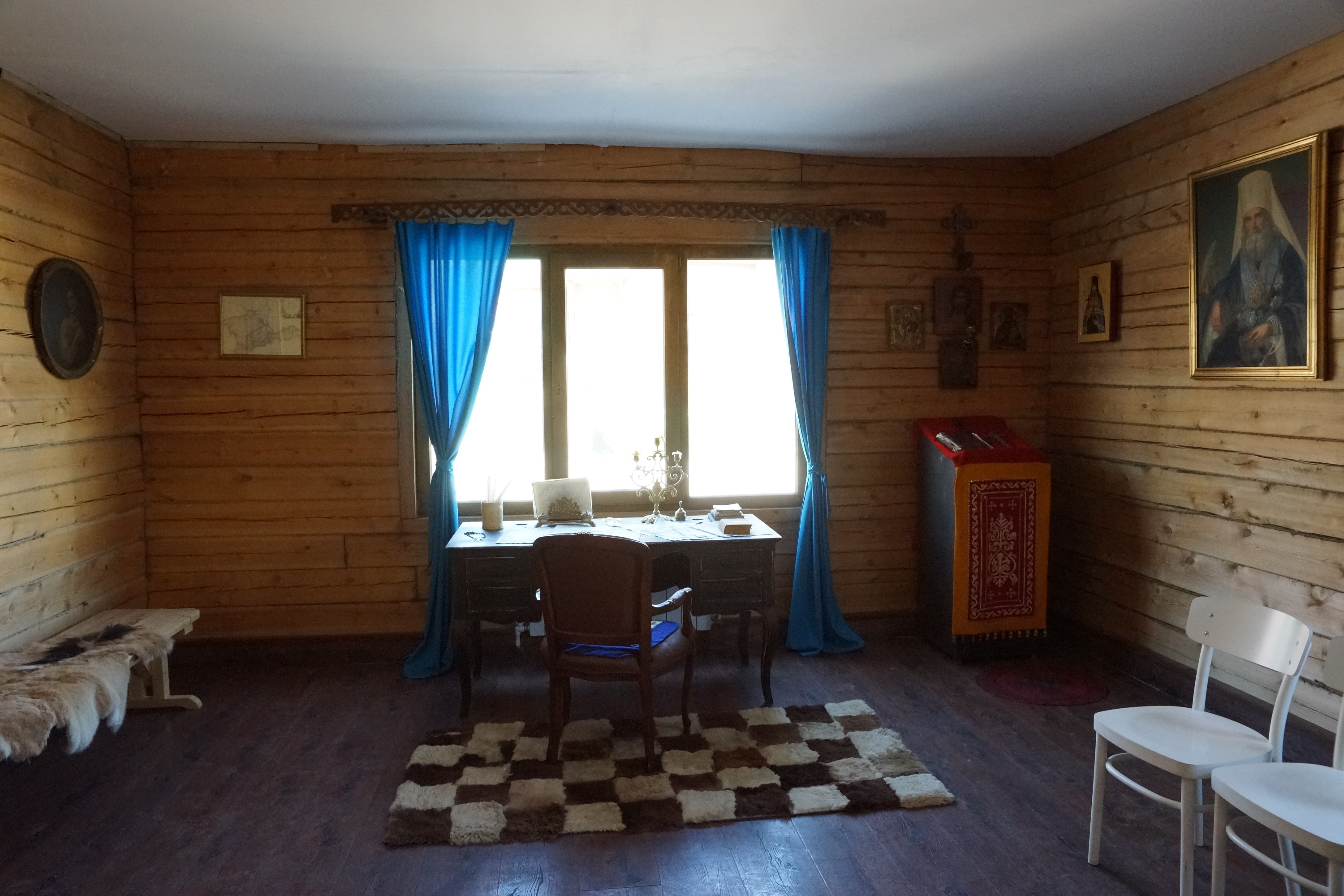
Келья Святителя Иннокентия в Братском корпусе